# Notospartium torulosum
Notospartium torulosum är en ärtväxtart som beskrevs av Thomas Kirk. Notospartium torulosum ingår i släktet Notospartium och familjen ärtväxter. IUCN kategoriserar arten globalt som nära hotad. Inga underarter finns listade i Catalogue of Life.